# Panos Cosmatos
Panos Cosmatos (* 1974 in Rom, Italien) ist ein kanadischer Regisseur, Drehbuchautor und Produzent.

## Leben
Cosmatos ist Sohn des griechisch-italienischen Regisseurs George P. Cosmatos und der schwedischen Bildhauerin Birgitta Ljungberg-Cosmatos. Er wuchs in Schweden, Mexiko und Kanada auf. In Kanada drehte Cosmatos erste Kurzfilme und Musikvideos, bevor er 2010 sein Langfilmdebüt, den selbstgeschriebenen und -produzierten Film Beyond the Black Rainbow herausbrachte, eine Hommage an die Science-Fiction- und Horrorfilme der 1970er und frühen 1980er Jahre. Für den er Film erhielt er 2012 den Toronto Film Critics Association Award für das beste Spielfilmdebüt. 
2013 produzierte er die Dokumentation Rewind this! über den Einfluss des VHS-Formats auf die Filmindustrie und den Heimvideomarkt in den 1980er Jahren. 2017 drehte Cosmatos seinen zweiten Spielfilm, den Actionthriller Mandy mit Nicolas Cage in der Hauptrolle, dessen Filmmusik von Jóhann Jóhannsson komponiert wurde.

## Themen und Einfluss
Wie Cosmatos in Interviews erklärte, wären seine Filme von persönlichen Erfahrungen geprägt. Mandy (2018) wäre zum Teil von seiner Beziehung zu seiner Frau beeinflusst und der „Landschaft meiner Kindheitserinnerungen“, die er als mythologische Landschaft verstehe. Zudem steht er den spirituellen Ideen und Idealen der Babyboomer-Generation skeptisch gegenüber, was unter anderem Beyond the Black Rainbow beeinflusst hat. Außerdem erforscht er in seinen Werken die Wirkung psychedelischer Drogen zur Bewusstseinserweiterung, die er als „düster und beunruhigend“ darstellt, „in direktem Kontrast zum Friedenstrip des Blumenkindes und des Zauberpilzes“.

## Filmografie
- 2010: Beyond the Black Rainbow
- 2018: Mandy
- 2022: Guillermo del Toro’s Cabinet of Curiosities (Episode 1x07)